# Jucăria 2
Jucăria 2 (în engleză Child's Play 2) este un film slasher american 1990 și continuarea directă a filmului Jucăria. Regizat de John Lafia⁠(d) în baza unui scenariu de Don Mancini⁠(d), este al doilea film al francizei Jucăria⁠(d). Povestea se desfășoară la doi ani după evenimentele din primul film și îl urmărește pe Charles Lee Ray⁠(d) - cunoscut sub numele de Chucky - care continuă să-l caute pe Andy Barclay, în prezent într-un centru de plasament, pentru a-și transfera sufletul în trupul său. Filmul îi are în distribuție pe Alex Vincent, Christine Elise⁠(d), Jenny Agutter⁠(d), Gerrit Graham⁠(d), Grace Zabriskie, Beth Grant⁠(d) și Brad Dourif.
Jucăria 2 a fost lansat pe 9 noiembrie 1990, la exact doi ani după lansarea primului film, și a avut încasări de peste 35 de milioane de dolari în comparație cu bugetul său de 13 milioane de dolari. A fost urmat de o continuare - Jucăria 3 - 9 luni mai târziu.

## Intriga
La doi ani după evenimentele din primul film, Play Pals Corporation își revine după scandalul creat de una dintre jucăriile sale - o păpușă Good Guy pe nume Chucky⁠(d) - și decid să reasambleze păpușa pentru a-i asigura pe acționari că întreaga poveste este o exagerare. În timpul procesului, o supratensiune îl electrocutează pe unul dintre muncitorii prezenți pe linia de montaj⁠(d). Domnul Sullivan, directorul companiei, îi cere asistentului său Mattson să mușamalizeze accidentul și să se descotorosească de jucărie.
Între timp, Andy Barclay, acum în vârstă de opt ani, este în plasament⁠(d), iar mama sa într-un spital de psihiatrie, deoarece a confirmat povestea fiului său despre jucăria ucigașă. Andy este trimis să locuiască împreună cu asistenții săi maternali - Phil și Joanne Simpson - și cu adolescenta Kyle⁠(d), aflată în grija acestora. Aruncat pe bancheta din spate a mașinii lui Mattson, Chucky o contactează pe Grace Poole, managerul centrului de plasament, și descoperă adresa lui Andy; în următoarea scenă, îl asfixiază pe asistent cu o pungă de plastic.
Chucky ajunge la casa asistenților maternali, distruge cu un bibelou o păpușă Good Guy pe nume „Tommy” și o îngroapă în spatele casei. Andy și Kyle sunt pedepsiți pentru distrugerea bibeloului, iar în această perioadă se împrietenesc. În aceeași noapte, Chucky îl leagă pe Andy de pat și încearcă să-și transfere sufletul în corpul său, dar este întrerupt de Kyle. Adolescenta nu-i crede vorbele, iar Phil și Joanne îl ceartă și îl aruncă pe Chucky în subsolul casei. Păpușa suferă o sângerare nazală ca urmare a impactului și conștientizează că devine uman. A doua zi, Chucky îl urmărește pe Andy până la școală și îi distruge temele în pauză. Andy reușește să scape, însă Chucky o ucide pe învățătoarea sa, domnișoara Kettlewell. Ajuns acasă, tânărul încearcă să-și avertizeze părinții adoptivi, însă Phil refuză să-l creadă și se gândește să-l trimită înapoi la centrul de plasament.
La venirea nopții, Andy se strecoară în subsolul casei pentru a-l distruge pe Chucky cu un cuțit electric, dar păpușa se dovedește a fi mult prea puternică. Atras de gălăgia din beci, Phil coboară să investigheze, însă Chucky îi agață piciorul cu un cârlig, iar acesta se prăbușește și își rupe gâtul. Joanne îl învinovățește pe Andy și îl trimite înapoi la centrul de plasament. Kyle descoperă păpușa Good Guy îngropată în spatele casei și realizează că Andy a spus adevărul. Încearcă să o avertizeze pe Joanne, dar descoperă că a fost deja ucisă. Concomitent, adolescenta cade într-o capcană și este obligată de Chucky să-l conducă până la centrul de plasament. Acesta pornește alarma de incendiu pentru a evacua clădirea, o înjunghie pe Grace, managerul centrului, și îl forțează pe Andy să-l transporte la fabrica Play Pals pentru a-și transfera sufletul în trupul său. Kyle îi urmărește până la fabrică, dar nu reușește să-i găsească înainte ca Chucky să-și încheie ritualul. 
Totuși, ritualul nu funcționează, deoarece sufletul lui Chucky a petrecut prea mult timp în trupul jucăriei și este prins pentru totdeauna în aceasta. Înfuriat, Chucky îi urmărește pe cei doi prin fabrică cu intenția de a-i ucide. Kyle trântește o poartă peste mâna sa dreapta, iar acesta este nevoit să și-o rupă pentru a scăpa și o înlocuiește cu o lamă improvizată. După ce ucide un angajat al fabricii, Chucky este prins într-o mașinărie de pe linia de montaj, care îi mutilează corpul. Totuși, jucăria reușește să scape, secționându-și ambele picioare, și continuă să-i hărțuiască pe aceștia. În următoarea scenă, Andy este deschide o supapă și o cantitate imensă de plastic fierbinte cade peste păpușă. Cei doi se apropie de rămășițele sale topite, moment în care Kyle este atacată de un Chucky pe jumătate topit.
În ultima scenă, Kyle introduce o pompă de înaltă presiune⁠(d) în gura sa, fapt care cauzează o explozie, iar aceasta este ucis.

## Distribuție
- Alex Vincent - Andy Barclay
- Brad Dourif - vocea lui Chucky
  - Ed Gale (în costum)[7][8]
- Christine Elise - Kyle
- Jenny Agutter - Joanne Simpson
- Gerrit Graham - Phil Simpson
- Grace Zabriskie - Grace Poole
- Peter Haskell - Doamna Sullivan
- Beth Grant - Domnișoara Kettlewell
- Greg Germann - Mattson
- Edan Gross - Păpușa Tommy
- Charles Meshack - Șofer